# Старый Бияз
Старый Бияз (баш. Иҫке Биәз) — деревня в Нуримановском районе Республики Башкортостан Российской Федерации. Входит в состав Новосубаевского сельсовета.

## География

### Географическое положение
Село расположено у слияния ручья Ретуш с рекой Бияз. 
Расстояние до:
- районного центра (Красная Горка): 22 км,
- центра сельсовета (Новый Субай): 7 км,
- ближайшей ж/д станции (Иглино): 72 км.

## Население
| 2002 | 2009 | 2010 |
| ---- | ---- | ---- |
| 102  | ↘90  | ↘82  |

Национальный состав
Согласно переписи 2002 года, преобладающая национальность — башкиры (94 %).